# Fyla andyjska
Języki andyjskie – fyla językowa etnolektów z obszaru Ameryki Południowej, należąca do makrofyli andyjsko-równikowej. Składa się z 2 subfyli (czońska, keczumarańska) i dodatkowo z 3 rodzin językowych (kahuapanańska, zaparońska, xibito-cholońska) oraz języków nie przypisanych większym jednostkom klasyfikacyjnym.

## Klasyfikacja języków andyjskich
- Subfyla czońska
  - Języki czońskie
    - Język chon
    - Język ona

  - Język araukański (mapuche, mapudungun)
- Subfyla kahuapanańska
  - Język cayahuita
  - Język chebero
  - Język cahuapana
  - Język ataguate
- Języki keczumarańskie
  - Język keczua: agato, cuzc (cuzco), inca, inga...
  - Język ajmara
- Języki zaparońskie
  - † Język andoa
  - Język iquito
  - Język sabela
  - † Język omurano
  - Język zaparo
  - † Język coronado
- Języki xibito-cholońskie
  - † Język xibito
  - † Język cholon
- Język alacaluf (kawésqar, qawasqar)
- † Język puelche
- Język yaghan
- Język simacu
- Język catacao
- † Język sec
- Język leco
- † Język colan
- † Język culle
- Języki cayuvava
- Język trumai
- Język tuyuneri